# Gare d’Abisko östra
La gare d’Abisko östra (suédois: Abisko östra järnvägsstation ) est une gare ferroviaire historique suédoise à Abisko. La gare date du début de l’électrification des lignes de chemin de fer au pays, réunissant la gare et le poste de transformation dans un seul bâtiment.

## Histoire et patrimoine ferroviaire
Folke Zettervall était l'architecte en chef du bureau d'architecture du Statens Järnvägar à l'époque où une grande partie des chemins de fer suédois étaient électrifiés. Le passage de la vapeur à l'électricité signifiait qu'un tout nouveau type de bâtiments, appelés postes de transformation et de conversion, devait être construit le long des voies ferrées. Zettervall a varié la conception architecturale des nouveaux bâtiments et leur a souvent donné le même traitement soigné que les bâtiments de la gare. Abisko östra appartient à l'un des plus singuliers, il a réuni la gare et le poste de transformation dans un seul bâtiment. De telles maisons ont été construites à Abisko, Vassijaure et Torneträsk.
La gare est un bâtiment massif en brique au caractère monumental. Il est encore mis en valeur par la tour du transformateur, qui est dominante et massive avec un toit de tente brisé. Les grandes surfaces de toit et les murs de briques robustes offrent une variété mais aussi une interaction harmonieuse des volumes dans le bâtiment. Le toit se connecte aux murs sans lacunes, ce qui est une caractéristique commune de l'architecture de Zettervall. Les fenêtres varient en plusieurs formes et tailles différentes, regroupées par paires ou seules.
Le bâtiment a une valeur culturelle et historique importante en tant qu'exemple d'un type de bâtiment très inhabituel dans l'architecture de la gare où le poste de transformation est intégré à la gare. À cela s'ajoutent des qualités architecturales dans le design extérieur. Le bâtiment illustre également le développement historique technologique le long du premier Malmbanan électrifié.

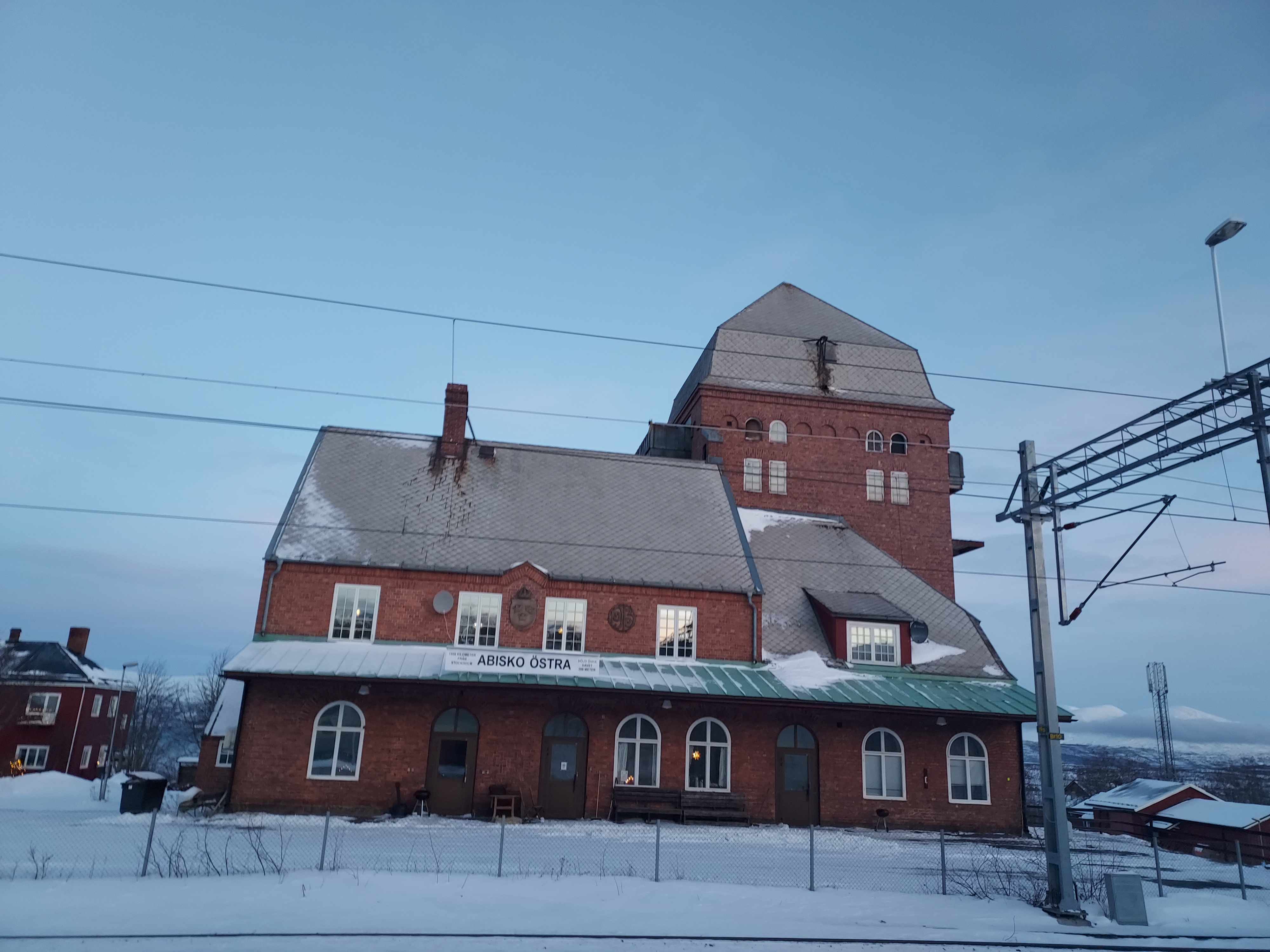
Abisko östra en hiver.